# Râul Slimnic, Coțatcu
Râul Slimnic este un curs de apă, afluent al Coțatcu. Cursul superior al râului este uneori denumit Râul Tâmboești

## Hărți
- Ovidiu Gabor - Economic Mechanism in Water Management  Arhivat în 5 martie 2009, la Wayback Machine.